# Diócesis de Uromi
La diócesis de Uromi (en latín: Dioecesis Uromiensis y en inglés: Roman Catholic Diocese of Uromi) es una circunscripción eclesiástica de la Iglesia católica en Nigeria. Se trata de una diócesis latina, sufragánea de la arquidiócesis de Ciudad de Benín. Desde el 6 de noviembre de 2014 su obispo es Donatus Aihmiosion Ogun, de la Orden de San Agustín.

## Territorio y organización
La diócesis tiene 2938 km² y extiende su jurisdicción sobre los fieles católicos de rito latino residentes en el estado de Edo en las áreas de gobierno local de: Esan West, Esan Central, Esan North East, Esan South East e Igueben.
La sede de la diócesis se encuentra en la ciudad de Uromi, en donde se halla la Catedral de San Antonio de Padua.
En 2020 en la diócesis existían 18 parroquias.

## Historia
La diócesis fue erigida el 14 de diciembre de 2005 con la bula Cunctae catholicae Ecclesiae del papa Benedicto XVI, obteniendo el territorio de la arquidiócesis de Ciudad de Benín.

## Estadísticas
Según el Anuario Pontificio 2021 la diócesis tenía a fines de 2020 un total de 193 400 fieles bautizados.
| Año                                                                             | Población            | Población | Población      | Sacerdotes | Sacerdotes    | Sacerdotes    | Bautizados por sacerdote | Diáconos permanentes | Religiosos | Religiosos | Parroquias |
| Año                                                                             | Bautizados católicos | Total     | % de católicos | Total      | Clero secular | Clero regular | Bautizados por sacerdote | Diáconos permanentes | Varones    | Mujeres    | Parroquias |
| ------------------------------------------------------------------------------- | -------------------- | --------- | -------------- | ---------- | ------------- | ------------- | ------------------------ | -------------------- | ---------- | ---------- | ---------- |
| 2005                                                                            | 102 045              | 787 884   | 13 0           | 48         | 13            | 61            | 1672                     |                      |            | 29         | 15         |
| 2010                                                                            | 119 738              | 827 050   | 14.5           | 51         | 42            | 9             | 2347                     |                      | 34         | 34         | 19         |
| 2014                                                                            | 140 526              | 947 851   | 14.8           | 77         | 60            | 17            | 1825                     |                      | 56         | 37         | 20         |
| 2017                                                                            | 191 300              | 954 000   | 20.1           | 93         | 71            | 22            | 2056                     |                      | 62         | 45         | 18         |
| 2020                                                                            | 193 400              | 941 000   | 20.6           | 97         | 77            | 20            | 1993                     |                      | 72         | 50         | 18         |
| Fuente: Catholic-Hierarchy, que a su vez toma los datos del Anuario Pontificio. |                      |           |                |            |               |               |                          |                      |            |            |            |

## Episcopologio
- Augustine Obiora Akubeze (14 de diciembre de 2005-18 de marzo de 2011 nombrado arzobispo de Ciudad de Benín)
  - Sede vacante (2011-2014)
- Donatus Aihmiosion Ogun, O.S.A., desde el 6 de noviembre de 2014